# Spelaeomys florensis
Spelaeomys florensis, también conocida como rata cavernícola de Flores, es una especie extinta de rata endémica de la isla de Flores, Indonesia. Ross MacPhee y Clare Flemming evaluaron esta especie como extinta en 1996, si bien consideraron que la extinción probablemente tuvo lugar antes incluso del siglo XV. Spelaeomys florensis sólo se conoce a partir de restos subfósiles, entre los que se incluyen los hallados en la cueva de Liang Bua. Es el único miembro del género Spelaeomys. Fue una especie de gran tamaño con una masa corporal que rondaba los 0,6 a 1,6 kilogramos. Sus molares hipsodontes sugieren que era un animal arborícola (se le asocia a entornos boscosos cerrados), consumidor de insectos, brotes y flores.